# Anse Williams
L'anse Williams (en anglais Williams inlet) est une petite baie de glace, située au sud-ouest de l'île Alexandre-Ier, au large de la côte ouest de la péninsule Antarctique. Le glacier Dargomyzhsky (en) se jette dans cette baie.
Des photographies aériennes ont été prises en 1947 par l'Expédition Ronne (1947-1948) et en 1959 par le Falkland Islands Dependencies Survey. Elles ont permis au géographe britannique Derek Searle en 1963 de cartographier la baie. La position géographique a été spécifiée par les enregistrements du Programme Landsat en 1973. 
En association avec les noms de compositeurs groupés dans cette zone, elle a été nommée, en 1980, par l'UK Antarctic Place-Names Committee, en hommage au compositeur britannique Ralph Vaughan Williams, auteur notamment de la Sinfonia antartica.